# Edwin Talaverano
Edwin Talaverano (n. Lima, 26 de noviembre de 1969) es un jockey peruano. Formó parte del calendario regular del turf peruano y argentino.

## Trayectoria deportiva
Inició su carrera en Perú el 24 de noviembre de 1985 cuando debutó con el ejemplar Vis a Vis. Fue 9 veces ganador de la estadística en su país natal.
Corrió en Argentina entre 1999 y 2001, regresó en 2005 hasta el 2015. En 2009 alcanzó el segundo puesto en la estadística de jockeys con 195 victorias, detrás de Pablo Falero. Ese año obtuvo el Premio Olimpia de Plata al jockey del año.
Récord de ser el único Jockey en la historia en ganar en el mismo año los 4 grandes premios del mitin internacional de diciembre 2009 en hipódromo de San Isidro con Interaction (Carlos Pellegrini G1)
Kalath Wells (Copa de Plata G1)
Maruco Plus(Joaquín S de Anchorena G1)
Llorón Cat (Félix de Alzaga Unzue G1)

## Estadísticas de jockeys ganadas en Perú
- 1990, con 188 victorias y 31 clásicos
- 1992, con 245 victorias (récord)
- 1993, con 230 victorias
- 1994
- 1995
- 1996, con 271 victorias
- 1997
- 1998
- 2003

## Palmarés
- Gran Premio Latinoamericano 1993, en Hipódromo de Monterrico, con Stash
- Gran Premio Carlos Pellegrini 1993, en Hipódromo de San Isidro, con Laredo
- Jockey Club del Perú 1996, en Hipódromo de Monterrico, con Fregy’s
- Gran Premio Carlos Pellegrini 1996, en Hipódromo de San Isidro, con Fregy's
- Gran Premio Latinoamericano 1999, en Hipódromo de Monterrico, con Madame Equis
- Gran Premio Carlos Pellegrini 1999, en Hipódromo de San Isidro, con Asidero
- Jockey Club del Perú 2000, en Hipódromo de Monterrico, con Sharaf
- Derby Nacional 2002, en Hipódromo de Monterrico, con Kiana
- Gran Premio Nacional 2007, en Hipódromo de Palermo, con Eyeofthetiger
- Gran Premio Carlos Pellegrini 2009, en Hipódromo de San Isidro, con Interaction
- Derby Nacional 2010, en Hipódromo de Monterrico, con Fahed Jr.
- Gran Premio Latinoamericano 2015, en Hipódromo de Palermo, con Liberal
- Derby Nacional 2019, en el Hipódromo de Monterrico, con Baron Rojo
- Gran Premio Copa de Plata 2009 con Kalath Wells
- Gran Premio Selección 2009